# Rattenvlo
De rattenvlo (Xenopsylla cheopis) is een parasiet die voorkomt bij knaagdieren, met name bij de zwarte rat (Rattus rattus) en is de voornaamste vector voor de overdracht van builenpest. Als de rattenvlo bloed heeft opgezogen van een besmette rat kan de pestbacterie (Yersinia pestis) na het bijten van een mens worden doorgegeven.